# 47171 렘포

렘포, 히시, 파하의 공전 궤도

47171 렘포, 또는 이중 소행성 (47171) 렘포-히시 (임시 명칭 : 1999 TC36)는 태양계 외곽에 위치한 카이퍼대의 해왕성 바깥 천체 이자 삼중 소행성계이다. 1999년 10월 1일 미국 천문학자 에릭 루벤스타인과 루이스-그레고리 스트롤거가 미국 애리조나 주 키트 피크 국립 천문대에서 관측을 하던 중 발견되었다. 루벤스타인은 근처 은하 초신성 탐색 프로젝트의 일환으로 스트롤거가 촬영한 이미지를 탐색하고 있었다. 해왕성 과 2:3 궤도 공명을 보이는 명왕성족으로 분류되며 밝은 TNO 중 하나이다. 2015년 7월 근일점에 도달했다. 이 소행성은 핀란드 신화에 나오는 렘포의 이름을 따서 명명되었다.

## 삼중 소행성계

### 렘포

렘포 삼중 소행성계의 크기 비교.

렘포는 두 개의 비슷한 크기의 구성 요소(렘포와 히시)로 구성된 이중 소행성계인 중앙의 주요 위성 과 넓은 궤도 이심률 (파하)에 있는 작은 위성으로 구성된 계층적 삼중계이다. 계층 구조는 겉보기에 렘포-히시 주요 위성을 문자 A로 표시 하고 더 작고 바깥쪽 동반 위성인 파하를 문자 B로 표시하여 구분한다. 개별 주요 구성 요소인 렘포와 히시는 각각 A1와 A2로 구별된다. 가장 큰 것부터 가장 작은 것 순으로 정렬된 세 구성 요소는 렘포, 히시, 파하이다.

### 히시
히시는 공식적으로 (47171) 렘포 II 히시로 명명되었으며, 렘포 삼중 소행성계에서 두 번째로 큰 내부 구성 요소로, 세 개 중 마지막으로 발견되었다. 주요 구성 요소인 렘포와 함께 외부 구성 요소인 파하가 공전하는 중앙 이중 렘포-히시를 형성한다. 렘포계에 세 번째 내부 구성 요소(또는 두 번째 동반 구성 요소)가 존재한다는 가설은 2006년 존 스탠스베리와 공동 연구자들이 주요 구성 요소의 밀도가 비정상적으로 낮은 것으로 보인다는 점을 언급하면서 처음 제시되었다.

### 파하
파하는 공식적으로 (47171) 렘포 I 파하로 지정되었으며,  렘포 삼중 소행성계의 더 바깥쪽에 위치한 구성 요소이다. 이것은 천문학자 채드 트루질로와 마이클 E. 브라운이 허블 우주망원경의 우주 망원경 이미징 분광기를 사용하여 이중 해왕성 바깥 천체를 조사하던 중 2001년 12월 8일에 발견했다. 이 발견은 국제천문연맹에서 보고되었다. 릭 천문대의 도날드 셰인 우주 망원경에서 2001년 10월 4일에 보관된 관측 결과에서 파하가 확인되었다는 내용은 2002년 1월 24일에 보고되었다.
렘포가 번호가 매겨진 후 S/2001 (47171) 1로 변경되기 전에 임시 임시 지정 S/2001 (1999 TC36) 1을 부여받았다. 중앙 렘포-히시 이중 소행성계 주위를 도는 이중 궤도의 더 작은 바깥쪽 구성 요소 (가까운 쪽: 5,225km, 먼 쪽: 9,597km)에 있다.
파하는 공식적으로 (47171) 렘포 I 파하로 지정되었으며,  렘포 삼중계의 더 작은 바깥쪽 구성 요소이다. 이것은 천문학자 채드 트루질로와 마이클 E. 브라운이 허블 우주 망원경으로 이중 해왕성 바깥 천체를 조사하던 중 2001년 12월 8일에 발견했다. 이 발견은 국제천문연맹에서 보고되었다. 릭 천문대에서 2001년 10월 4일에 보관된 관측 결과에서 파하가 확인되었다는 내용은 2002년 1월 24일 보고되었다.
파하는 렘포가 번호가 매겨진 후 S/2001 (47171) 1로 변경되기 전에 임시 임시 지정 S/2001(1999 TC36) 1을 받았다. 중앙 렘포-히시이중 소행성계 주위를 도는 이중 궤도의 더 작은 바깥쪽 구성 요소이기 때문에 과학 문헌에서 때때로 "구성 요소 B"로 지정된다.  2017년 10월 5일에 렘포 및 히시와 함께 영구 위성 지정 및 이름을 받았다.

## 기원
이 삼중 소행성계가 어떻게 형성되었는지에 대한 두 가지 주요 가설이 있다. 첫 번째는 거대한 충돌과 그에 따른 강착원반 내 재증착이다. 두 번째는 기존 이진에 의한 세 번째 물체 (파하)의 중력 포획이다. 렘포와 히시의 크기가 비슷하기 때문에 후자의 가설이 더 타당하다.
1. ↑  “IAU Minor Planet Center”. 2024년 7월 22일에 확인함.
2. ↑  “(47171) Lempo, Paha, and Hiisi”. 2024년 7월 22일에 확인함.
3. ↑  “(47171) Lempo, Paha, and Hiisi”. 2024년 7월 22일에 확인함.